# Wijk bij Duurstede
Wijk bij Duurstede este o comună și o localitate în provincia Utrecht, Țările de Jos. 

## Localități componente
Cothen, Langbroek, Wijk bij Duurstede.